# ホラニ龍シオアペラトゥー
ホラニ 龍シオアペラトゥー（Holani Ryu Sioape Latu、1982年12月29日 - ）は、トンガ出身のラグビー選手。旧名「シオアペ・ホラニ」

## プロフィール
- ポジションはプロップ(PR)。
- 身長 187cm、体重 115kg
- ニックネームはソア。
- U21日本代表に選ばれたことがある[1]。
- 関東代表に選ばれたことがある[2]。
- 兄はチームメイトのホラニ龍コリニアシ。伯父はノフォムリ・タウモエフォラウ。

## 略歴
高校からラグビーを始めた。
2002年、埼工大深谷高校卒業後、埼玉工業大学に入る。
2006年、埼玉工業大学卒業後、クボタスピアーズに加入。
2007年11月10日に行われたジャパンラグビートップリーグ第3節のヤマハ発動機ジュビロ戦にて途中出場で公式戦初出場を果たす。
2011年、パナソニック ワイルドナイツに加入。
2017年、NECグリーンロケッツに加入。
2018年、釜石シーウェイブスに加入。
2020年、釜石シーウェイブスを退団した。